# El Nervión (1891-1936)
El Nervión fue un diario español publicado en la ciudad de Bilbao entre 1891 y 1936.

## Historia
Fundado en 1891 por Sabino de Goicoechea Echevarría, nació como un diario vespertino de ideología conservadora e independiente. En su mejor época El Nervión llegó a tener una tirada de 5000 ejemplares. Durante la Primera Guerra Mundial el diario mantuvo una línea editorial germanófila.
Tras la proclamación de la Segunda República mostró tendencias monárquicas alfonsinas y llegó a apoyar a la coalición conservadora CEDA, aunque por lo general mantuvo una postura acomodaticia a la situación reinante. Para entonces era un diario de escasas ventas. De acuerdo con Antonio Checa Godoy, el diario habría dejado de editarse en 1936, tras el estallido de la Guerra civil.